# Culture de la Sicile normande

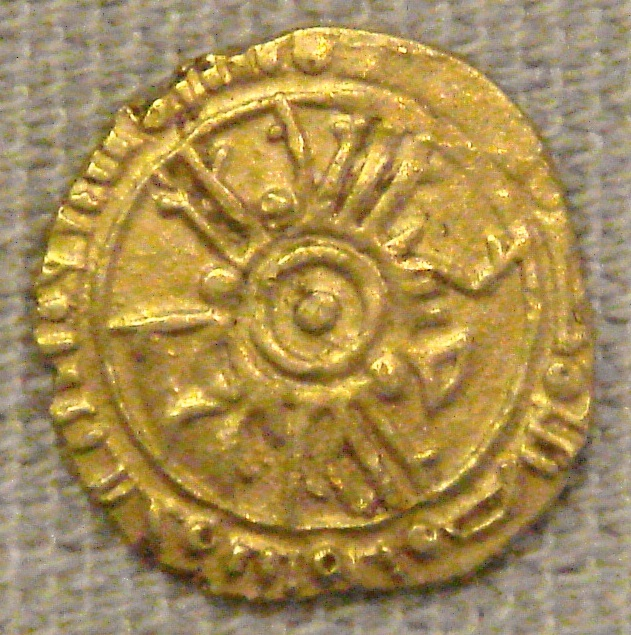
Pièce d’or tari de Roger II de Sicile, avec inscriptions en arabe, frappées à Palerme, (British Museum).

La culture de la Sicile normande, parfois appelée « culture arabo-normande » ou, de façon plus inclusive, de « culture normanno-arabo-byzantine », de « culture normanno-sicilienne »,,,,, désigne la culture qui s'est développée en Sicile sous la domination normande au Moyen Âge. Elle est marquée par l’interaction des cultures normande, arabe et byzantine après la conquête, par les Normands, de la Sicile et de l'Ifriqiya à partir de 1061 jusqu’aux environs de 1250. Cette période a entraîné de nombreux échanges dans le domaine culturel, fondés sur la tolérance montrée par les Normands envers la population hellénophone byzantine et les musulmans. La Sicile normande, du fait de sa position géographique, son histoire, et la politique de ses rois, a ainsi été de fait un lieu où les cultures latino-chrétienne, normande, gréco-byzantine et arabo-islamique ont été en contact.

## Conquête normande de l’Italie du Sud

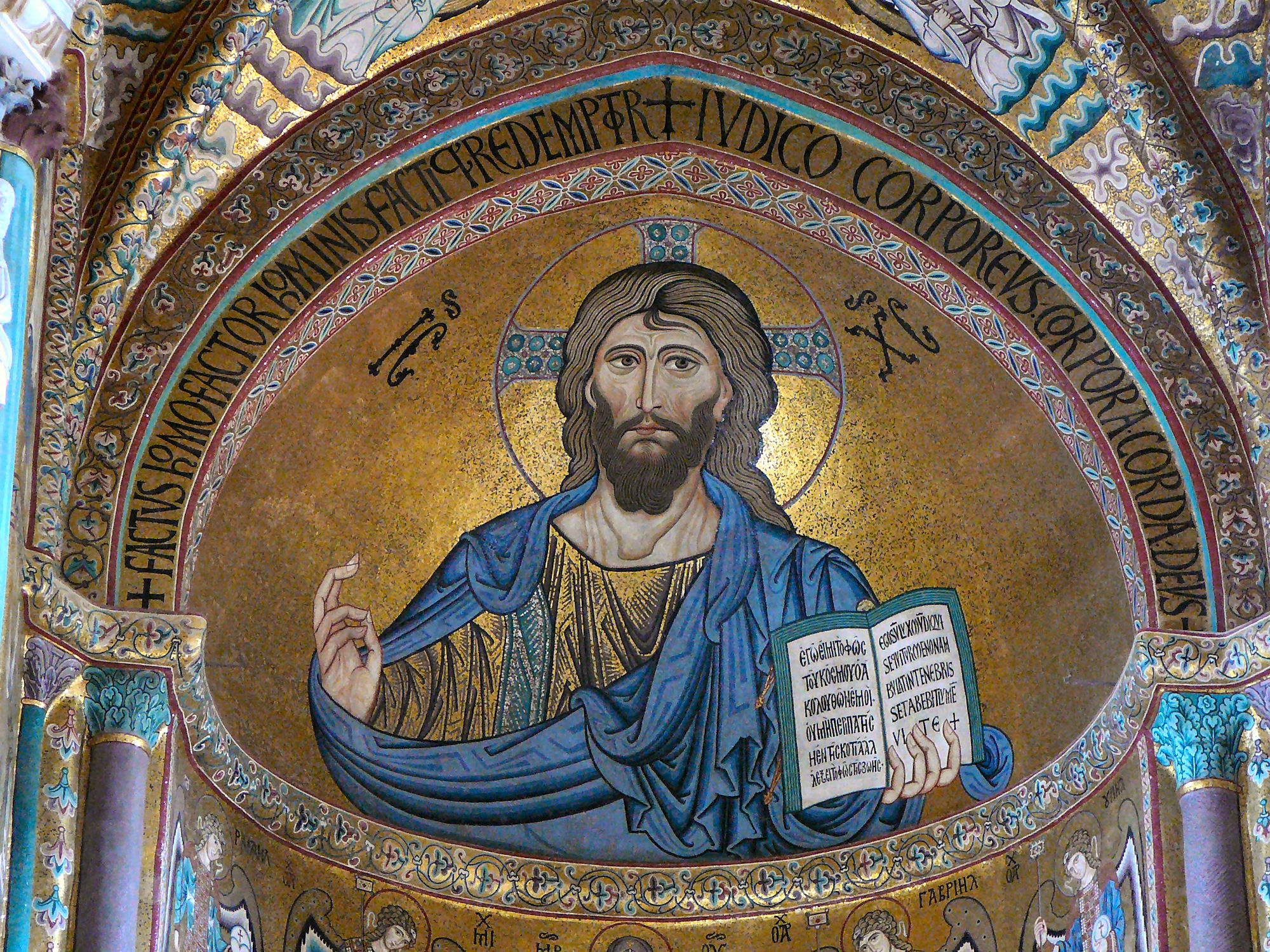
Mosaïque de style byzantin du Christ pantocrator dans la cathédrale de Cefalù, érigée par Roger II en 1131.

Depuis la conquête islamique de la Sicile en 965, l'île est aux mains des califes fatimides et constitue l’Émirat de Sicile. Attirés par le mythe d’une oasis idyllique dans la Méditerranée, et surtout motivés par l'esprit des Croisades et de la volonté de reconquête chrétienne qui règne alors en Occident, les Normands commencent leur expansion dans le Sud. En 1060, le Normand Robert Guiscard (« le rusé »), fils de Tancrède, envahit la Sicile. L’importante population chrétienne de l’île, majoritaire, principalement de culture hellénophone byzantine, alors divisée entre trois émirs arabes, se révolte contre le pouvoir musulman. Un an plus tard, Roger Ier de Sicile prend Messine et, en 1071, Palerme tombe, à son tour, aux mains des Normands. La perte de ces villes, chacune dotée d’un port important, porte un coup sévère à la souveraineté musulmane sur l’île. Toute la Sicile est finalement prise lorsque, en 1091, les derniers bastions arabes de Noto, à la pointe sud de la Sicile et de Malte, sont reconquis par les Normands. Cela marque le commencement du déclin de l'influence musulmane dans le bassin méditerranéen, aux alentours du XIe siècle. La domination normande affirme le rôle de Palerme comme l’une des cités influentes de la Méditerranée.

## Conquête normande de l’Ifriqiya

Le royaume de Sicile en 1154.

Le Royaume d'Afrique est une extension de la frontière siculo-normande dans l'ancienne province romaine d'Afrique (alors appelée Ifriqiya), qui correspond aujourd'hui à la Tunisie ainsi qu'à une partie de l'Algérie et de la Libye. Les sources primaires ayant trait au royaume sont en arabe ; les sources latines (chrétiennes) sont plus rares. Selon Hubert Houben, étant donné qu'"Afrique" n'a jamais été officiellement ajouté aux titres royaux des rois de Sicile "on ne devrait pas parler d'un ‘Royaume Normand d'Afrique’ à proprement parler." Plutôt, "L'Afrique Normande" était plus une constellation de villes gouvernées par les Normands sur la côte ifriqiyenne."
La conquête sicilienne de l'Ifriqiya a commencé sous Roger II en 1146–48. Le règne sicilien consistait en des garnisons militaires dans les principales villes, des exactions sur les populations musulmanes, la protection des chrétiens et en le monnayage de pièces de monnaie. L'aristocratie locale a été largement gardée en place et des princes musulmans se chargeaient des affaires civiles sous surveillance normande. Les relations économiques entre la Sicile et l'Ifriqiya, qui étaient déjà fortes avant la conquête, ont été renforcées, tandis que les échanges entre l'Ifriqiya et le Nord de l'Italie se sont étendus. Sous le règne de Guillaume Ier de Sicile, le royaume d'Afrique tombe aux mains des Almohades (1158–60). Son héritage le plus durable fut le réalignement des puissances méditerranéennes provoqué par sa disparition et la paix siculo-almohade finalisée en 1180.

## Circonstances
En ce qui concerne le motif de l'implication militaire des Normands en Afrique, l'historien David Abulafia soulève trois possibilités: religieuse («l'extension des croisades dans une région relativement négligée»), économique (la protection de routes commerciales clés) et impérialiste ("tentative de construire un vaste empire méditerranéen").

## Les interactions culturelles

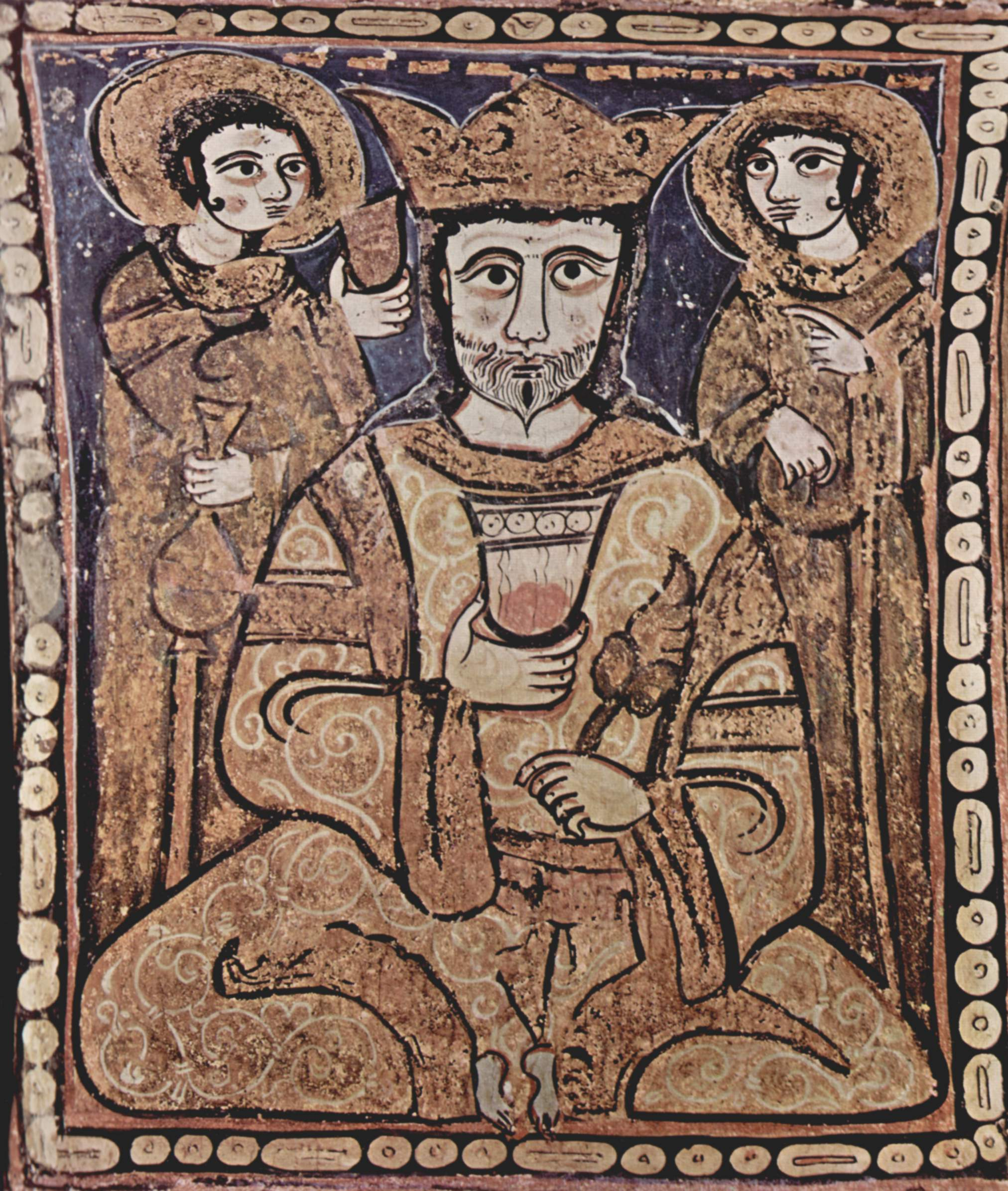
Roger II représenté sur une peinture. Cappella Palatina.

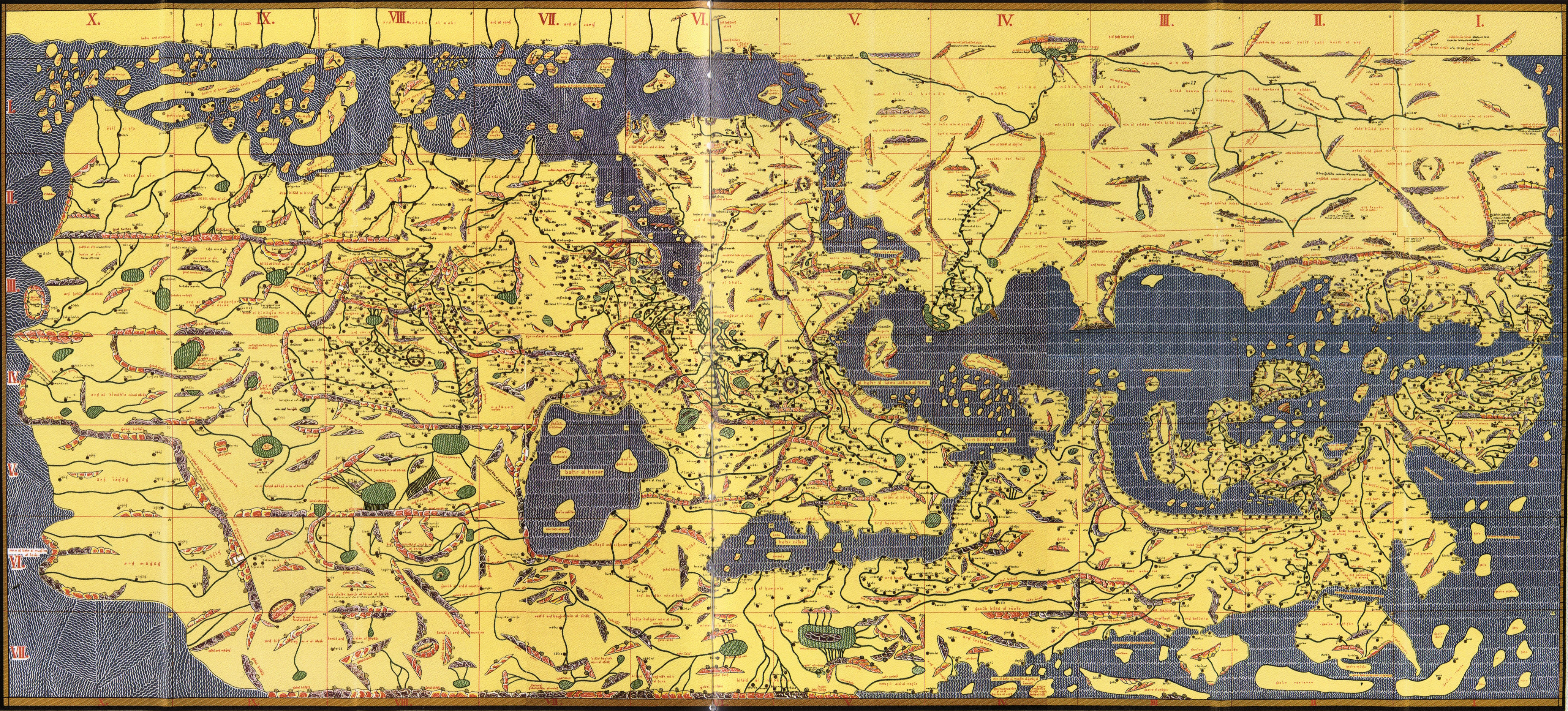
La Tabula Rogeriana, l’une des cartes des plus avancées du monde antique, dressée par Al-Idrisi pour Roger II en 1154.

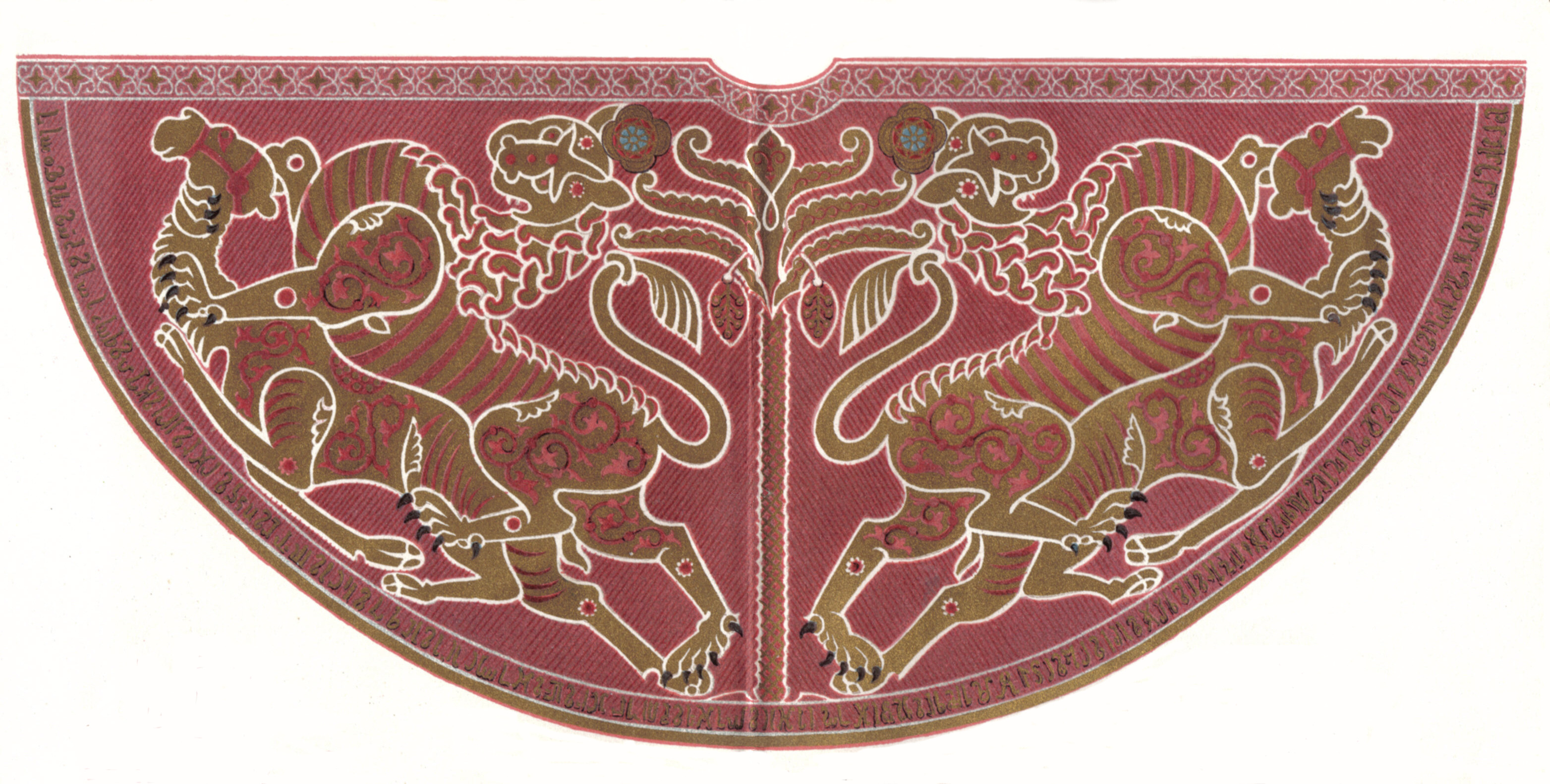
Manteau de couronnement de Roger II portant une inscription en arabe avec la date de l’Hégire de 528 (1133-1134).

Une intense culture normanno-arabo-byzantine s’est développée, illustrée par les dirigeants comme Roger II de Sicile, qui avait des soldats, des poètes et des scientifiques byzantins et musulmans à sa cour. Roger II lui-même appréciait la culture arabe et parlait parfaitement l’arabe. Il a utilisé des troupes et des machines de siège arabes, dans ses campagnes dans le sud de l’Italie. Il a employé des architectes byzantins et arabes à la construction de monuments dans le style normanno-arabo-byzantin. Le maintien et le développement des techniques agricoles et industrielles diverses introduites par les Arabes en Sicile au cours des deux siècles précédents contribua à la remarquable prospérité de l’ile. À la suite de cette reconquête chrétienne, la Sicile devint un modèle et un exemple admiré de l’Europe.
Roger II de Sicile est connu pour avoir appelé à sa cour l’Andalou Al Idrissi pour y réaliser un grand planisphère en argent et surtout pour écrire le commentaire géographique correspondant, le Kitab Rudjdjar ou Livre de Roger (الكتاب نزهة المشتاق في اختراق الآفاق), l’un des plus grands traités géographiques du Moyen Âge. Sous Roger II, le royaume normand de Sicile, où vivent Normands, Juifs, Arabo-musulmans, Grecs byzantins, Lombards et Siciliens de souche, se caractérise par le contact de plusieurs cultures et une certaine tolérance religieuse. Le rêve de Roger II aurait été de créer un empire englobant l’Égypte fatimide et les États latins d'Orient par les Croisades.
Bien que la langue de la cour soit la langue d'oïl, tous les édits royaux étaient rédigés en latin, grec, arabe ou hébreu, selon le groupe auquel ils étaient adressés. Le manteau royal de Roger, utilisé pour son couronnement – ainsi que pour le couronnement de Frédéric II – portait une inscription en arabe avec la date de l’Hégire de 528 (1133-1134).
Les auteurs islamiques s’émerveillaient de la tolérance des rois normands :

« Ils [les musulmans] étaient traités avec bonté, et ils étaient protégés, même contre les Francs. À cause de cela, ils avaient un grand amour pour le roi Roger. »

— Ibn al-Athîr
Ces interactions se sont poursuivies avec les rois normands suivants. Par exemple, sous Guillaume II de Sicile, comme l’atteste le géographe arabo-espagnol Ibn Jubair débarqué dans l’ile de retour de pèlerinage à la Mecque en 1184. À sa grande surprise, Ibn Jubair bénéficia d’un accueil très chaleureux de la part des chrétiens normands. Il a en outre été surpris de constater que même des chrétiens parlaient arabe, que les fonctionnaires du gouvernement étaient encore en partie musulmans, et que le patrimoine de quelque 130 ans de domination musulmane précédente de la Sicile était encore intact :

« L’attitude du roi est vraiment extraordinaire. Son attitude envers les musulmans est parfaite : il leur donne de l’emploi, il choisit ses officiers parmi eux, et tous ou presque tous, gardent leur foi secrète et peut rester fidèle à la foi de l’Islam. Le roi a pleine confiance dans les musulmans et compte sur eux pour traiter un grand nombre de ses affaires, y compris les plus importantes, au point que l’intendant des Grands pour la cuisine est musulman (...) Ses vizirs et chambellans sont des eunuques, en grand nombre, qui sont les membres de son gouvernement et sur lesquels il s’appuie pour ses affaires privées. »

— Ibn Jubair, Rihla
Ibn Jubair mentionne également le fait que nombre de chrétiens palermitains s’habillaient à la musulmane et que beaucoup parlaient l’arabe. La frappe de la monnaie des rois normands a également continué à s’effectuer en arabe et à être datée d’après l’Hégire. Les registres de la cour royale étaient rédigés en arabe. Guillaume II de Sicile aurait déclaré : « Chacun de vous doit invoquer celui qu’il adore et dont il suit la foi ».

## L’art normanno-arabo-byzantin

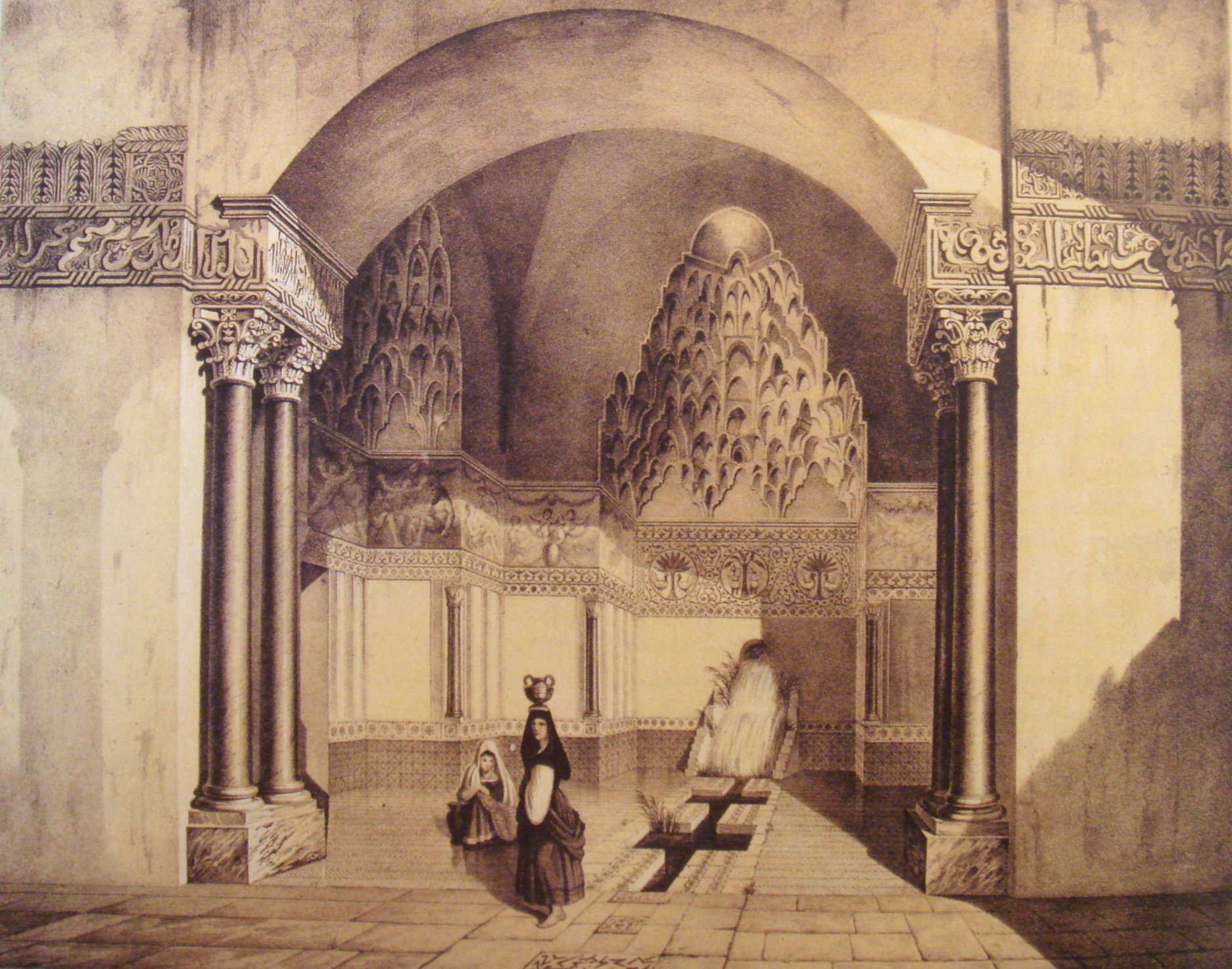
L’art et l’architecture arabo-normands associaient des caractéristiques occidentales (tels que le plan et l'élévation des édifices, les piliers et les frises classiques, les arcatures aveugles) à des décorations et calligraphies islamiques.

Des techniques artistiques byzantines, italiennes et du monde islamique ont également été intégrées pour former la base de l’art normand de Sicile : incrustations de mosaïques ou de métaux, sculpture de l’ivoire ou du porphyre, sculpture des pierres dures, fonderies de bronze, fabrication de la soie (pour laquelle Roger II a établi un ergasterium regium, une entreprise d’État accordant le monopole de la fabrication de la soie à la Sicile pour toute l’Europe).

## L’architecture normanno-arabo-byzantine

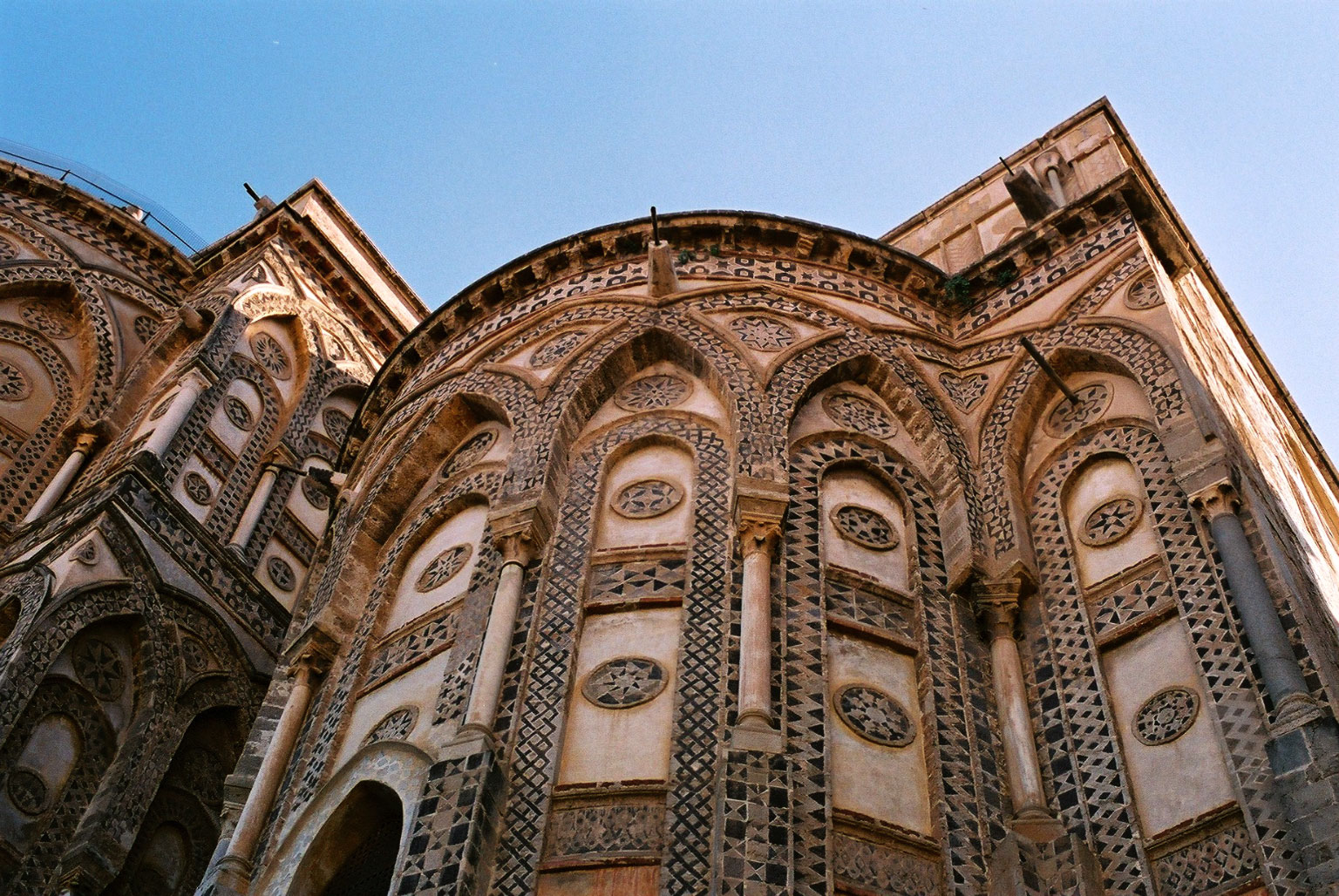
Extérieur du chevet et leurs arcs en ogives entrecroisées de style normand sicilien de la cathédrale de Monreale, enrichi de sculptures et de couleur en marqueterie de pierre.

Les nouveaux dirigeants normands ont commencé à ériger diverses constructions dans ce qu’on appelle le style arabo-normand. Ils ont intégré des pratiques de l’architecture arabe et byzantine à leur propre art.
Cependant, on peut émettre l’hypothèse d’une école artistique et d’architecture normande sicilienne[réf. nécessaire].
L’église de Saint-Jean des Ermites, construite à Palerme par Roger II autour de 1143-1148 dans ce style, est remarquable pour ses petits dômes rouges lisses, qui montrent clairement la persistance de l’influence arabe en Sicile au moment de sa reconstruction au XIIe siècle, mélangée aux techniques de construction nouvelles romanes et gothiques apportés de Normandie. Frances Elliot l’a décrite, dans son Diary of an Idle Woman in Sicily, comme «…tout à fait orientale… Elle s’intégrerait bien à Bagdad ou à Damas ». Le clocher, avec quatre ordres de loggias à arcades, est plutôt un exemple typique d’architecture gothique.

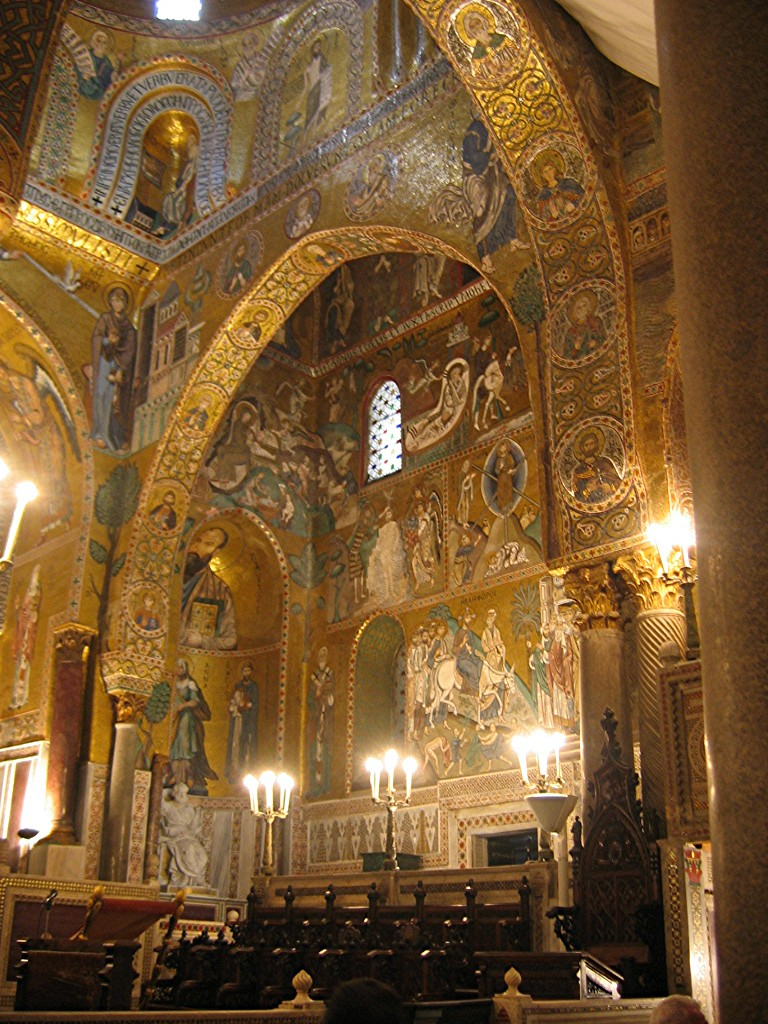
La chapelle Palatine de Palerme, la plus belle des églises de Roger, avec ses portes normandes, ses arcs fatimides, son dôme byzantin entièrement couvert de sublimes mosaïques byzantines comme les murs, et son toit orné de calligraphies arabes, est peut-être le résultat le plus frappant du contact des cultures en Sicile sous Roger II.

La chapelle Palatine, également à Palerme, associe harmonieusement des styles variés : l’architecture normande et la décoration de porte, les arcs et les scripts arabes qui ornent le toit, la coupole et les mosaïques byzantines. Par exemple, des groupes de quatre étoiles à huit pointes, typiquement musulmanes, sont disposés sur le plafond de manière à former une croix chrétienne.
Le style de la cathédrale de Monreale est généralement décrit comme « normanno-arabo-byzantin ». L’extérieur du chevet et le cloître de la cathédrale, avec leurs arcs en ogive enrichis de magnifiques sculptures et d’incrustations de couleur, rappellent quant à elles l'art roman italien (style cosmatesque à Rome, cathédrale de Lucques, mêlés de formes et de motifs typiquement normands comme les ogives, relevant du gothique primitif, et les motifs de zigzag sur les arches.
D’autres exemples de l’architecture normanno-arabo-byzantine incluent le palais des Normands. Ce style de construction se maintiendra jusqu’aux XIVe et XVe siècles, illustré par l’utilisation de la coupole.

## Le droit arabo-normand
Après que les Normands ont conquis l’Émirat de Sicile et hérité de son administration juridique islamique, une influence significative de la loi islamique et de la jurisprudence s’est exercée sur le droit normand. Une hypothèse veut que les Normands aient introduit un certain nombre de concepts juridiques normands et islamiques en Angleterre après la Conquête normande de l'Angleterre et peut-être jeté les bases de la common law anglaise.

## Transmission à l’Europe
La Sicile aurait joué un rôle, quoique moins important que celui de l’Espagne, dans la transmission de certaines connaissances vers l’Europe dans les multiples points de contact entre l’Europe et les pays islamiques au cours du Moyen Âge. Les principaux points de transmission des savoirs arabes vers l’Europe ont été en Sicile, et dans l’Espagne musulmane, en particulier à Tolède, avec Gérard de Crémone, après la conquête de la ville par les chrétiens d’Espagne en 1085. De nombreux échanges ont également eu lieu au Levant en raison de la présence des croisés là-bas. Une part importante de ce savoir vient également de l'empire Byzantin.

## Prolongements

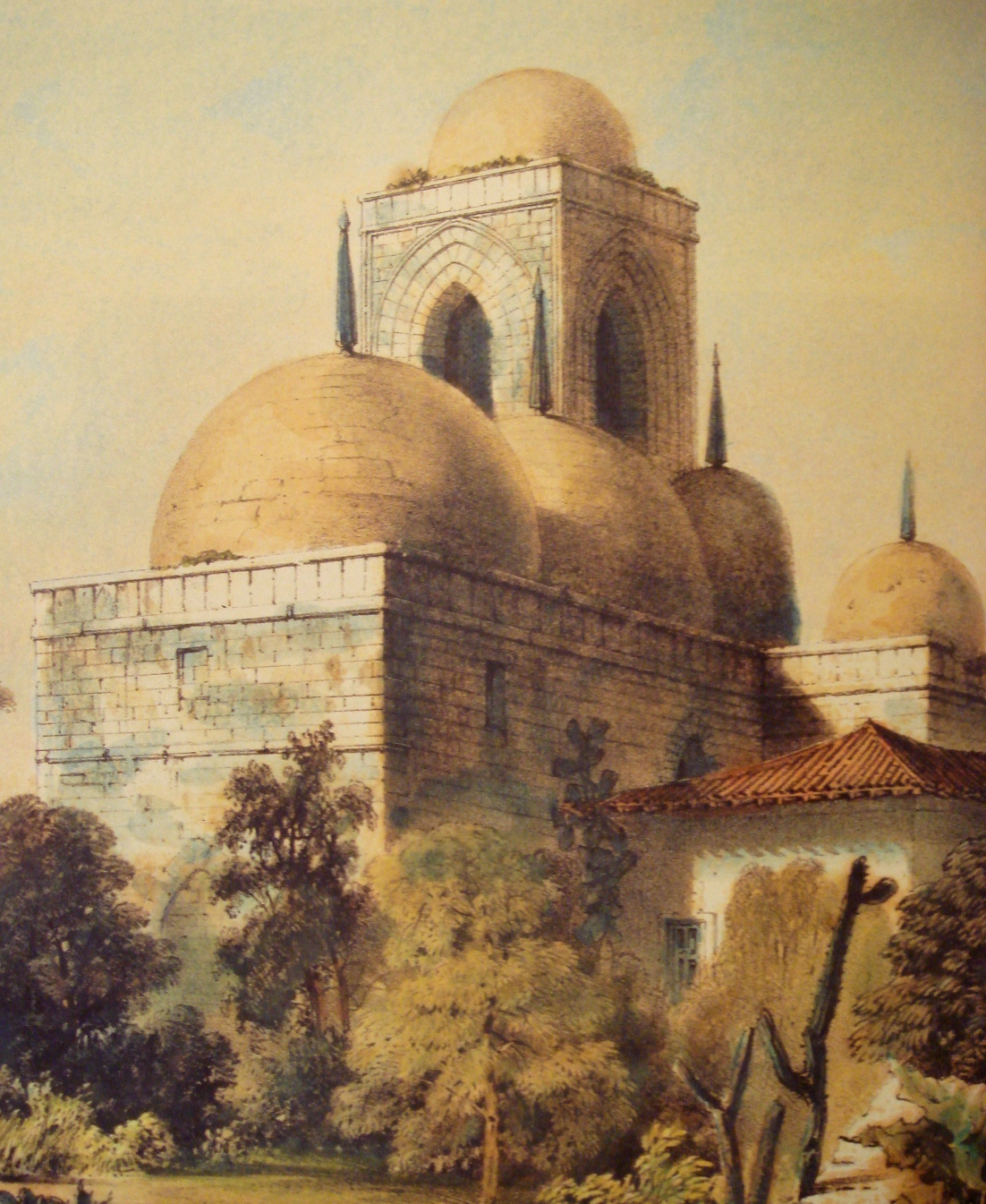
Exemple d’architecture arabo-normande associant murs gothiques et petits dômes islamique : lithographie datant de 1840 de San Giovanni degli Eremiti construite à Palerme vers 1143-1148 par Roger II.

La culture arabe a continué à exercer une forte influence en Sicile au cours des deux siècles suivant la conquête normande. Avec la fin du règne de Constance de Hauteville, en 1198, la domination normande a officiellement été remplacée par celle des Hohenstaufen, originaires de Souabe. Souabe par son père, l’empereur Henri VI mais normand par sa mère Constance, leur fils, Frédéric II, empereur romain germanique et roi de Sicile au XIIIe siècle, parlait l’arabe et avait plusieurs ministres musulmans. En 1224 cependant, Frédéric II, en réponse à des soulèvements religieux en Sicile, expulsa, au cours des deux décennies suivantes, les derniers musulmans de l’ile, en transférant un grand nombre à Lucera dans les Pouilles. Dans cet environnement contrôlé, les musulmans ne pouvaient contester l’autorité royale tandis que la couronne profitait de leurs taxes et de leur service militaire. Leur nombre ayant fini par atteindre entre 15 000 et 20 000, valut à Lucera d’être appelée « Lucaera Saracenorum » parce qu’elle représentait le dernier bastion de la présence islamique en Italie. La colonie survécut pendant trois quarts de siècle jusqu’à sa mise à sac, en 1300, par les forces chrétiennes commandées par Charles II d'Anjou. Les habitants de la ville musulmane furent exilés ou vendus en esclavage, tandis que nombre d’entre eux trouvaient asile au-delà de l’Adriatique, en Albanie. Leurs mosquées abandonnées furent détruites ou transformées, tandis que sur leurs ruines s’élevaient des édifices chrétiens, dont la cathédrale Santa Maria della Vittoria.
Même sous Manfred Ier, mort en 1266, l’influence islamique en Sicile persista néanmoins, mais elle avait presque disparu au début du XIVe siècle. Le latin avait progressivement remplacé l’arabe, le dernier document sicilien en langue arabe datant de 1245.

### Bibliographie

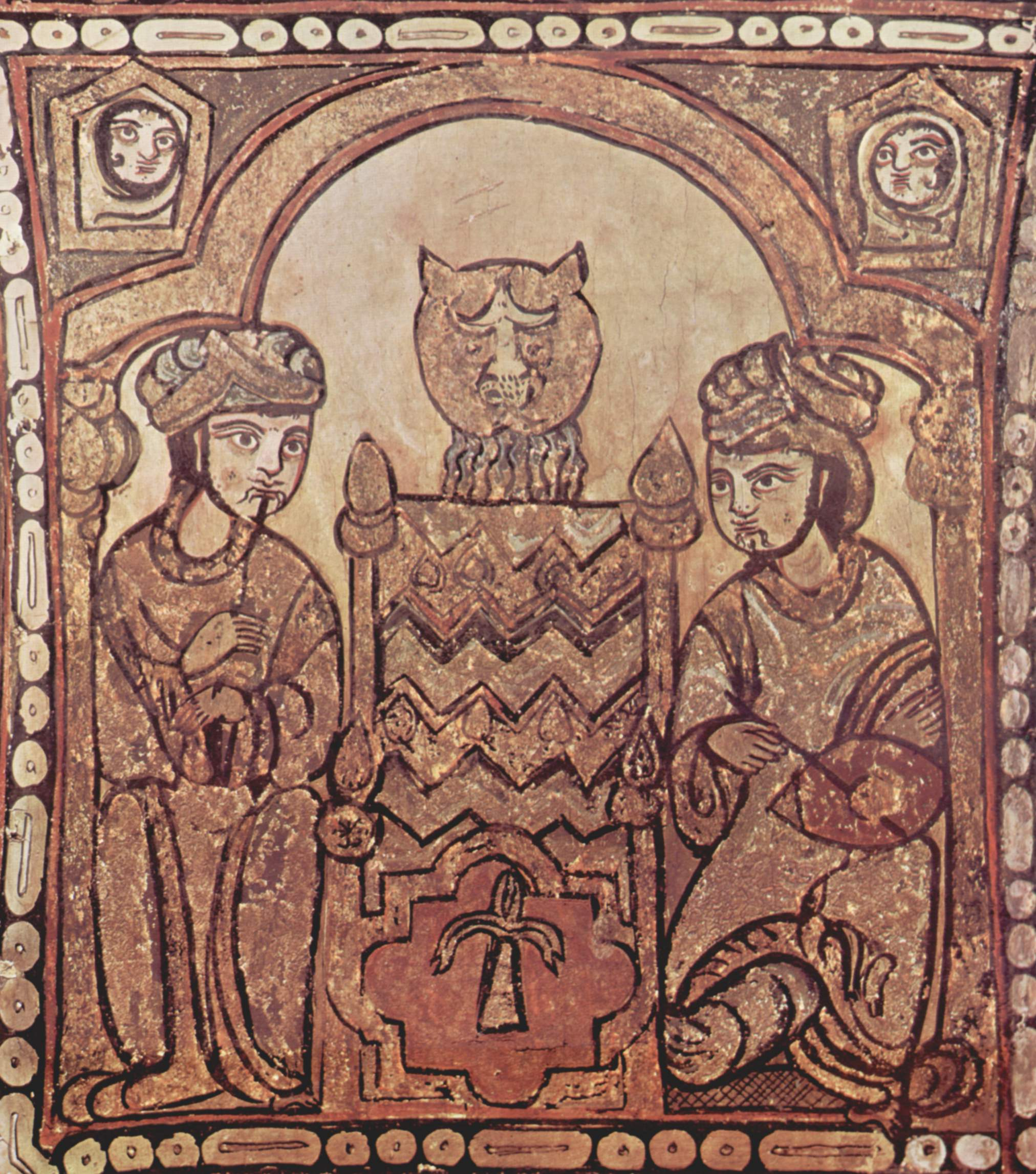
Peinture arabe dans le palais des Normands réalisée vers 1150 pour les rois normands.